# Anicetus communis
Anicetus communis är en stekelart som beskrevs av Annecke 1967. Anicetus communis ingår i släktet Anicetus och familjen sköldlussteklar. Inga underarter finns listade i Catalogue of Life.

## Bildgalleri

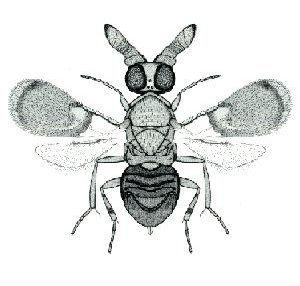